# Dödsstjärna
En Dödsstjärna (engelska: Death Star) är en fiktiv rymdstation och ett supervapen som används i filmserien Stjärnornas krig. Vapnet byggs på order av kejsaren Palpatine och har så kraftiga vapen att den kan spränga en hel planet. Den första Dödsstjärnan ses i filmen Stjärnornas krig, och den andra under konstruktion i Jedins återkomst. Båda dödsstjärnorna styrs av en moff, en sorts motsvarighet till amiral. Konstruktionen har dock en svaghet som upptäcks och utnyttjas av rebellerna - kärnreaktorn.

## Ursprung och design
Vissa detaljer varierade, men konceptet dödsstjärna som sfärisk rymdstation fanns i alla modeller inför filmproduktionen. Att bygga en ofullständig men kraftfull rymdstation visade sig vara problematiskt för Industrial Light and Magic's modellmakare under produktionen av Jedins återkomst. Endast framsidan av den 137 centimeter breda modellen färdigställdes, och bilden vändes horisontellt för filmen. Båda Dödsstjärnorna utgjordes av en kombination av färdiga och sektionsmodeller samt matte paintings.

## Uppträdanden

### Tidig historia
Dödsstjärnan är en produkt av klonkriget som tidigare rasade i galaxen. I Episod II: Klonerna anfaller får man reda på att supervapnet utvecklades av folket på Geonosis som en del av ett avtal som ingåtts med sithlorden Greve Dooku. I samband med slaget vid Geonosis flyr Dooku till Coruscant för att leverera planerna till sin mästare, Darth Sidious. I filmen syntes vapnet som en ritning som lämnades över till Dooku av planetens ledare, Poggle the Lesser.
Tre år senare i filmen Episod III: Mörkrets hämnd syntes Dödsstjärnan igen, då i ett tidigt konstruktionsstadium. Projektet ses över av Darth Sidious och hans nye lärling Darth Vader, kort efter inrättandet av det totalitära Rymdimperiet.

### Slaget om Yavin
Nitton år senare i filmen Stjärnornas krig, har supervapnet en stor roll. Här ses den under kommando av Grand Moff Tarkin. Som Rymdimperiets ultimata supervapen hann den bara användas en gång, nämligen mot Prinsessan Leias hemplanet Alderaan, innan den förstördes vid rymdstriden om Yavin 4.
Enligt det extramaterial som finns runt Stjärnornas krig om händelserna i galaxen så skulle dödsstjärnan första gången ha testats mot den fängelseplanet vars fångar var med och byggde den.

### Dödsstjärnan II
Fyra år senare i filmen Jedins återkomst, hade Rymdimperiet byggt en andra version, mer känd som Dödsstjärnan II. Denna var dessutom avsevärt mycket kraftigare än den första Dödsstjärnan och hade till exempel inte kvar den svaghet som den första dödsstjärnan led av. Till skillnad mot sin föregångare så kunde den sikta dödslasern mot mindre skepp och hade även en kortare uppladdningstid.
Dess ofärdiga skick gav ett sken av sårbarhet, något som rebellerna fick ångra, då de mötte rymdstationens fullt fungerade superlaser samt en sköldgenerator som skydd för attacker. Stationen byggdes enbart som en gigantisk fälla för rebellerna och försvarades av drygt ett femtiotal av rymdimperiets Star Destroyer samt imperiets Super Star Destroyer The Executor (Bödeln). Den andra dödsstjärnan var betydligt större (900 km i diameter) än den första (160 km i diameter).
Imperiets förluster blev nio stjärnjagare samt Executor och Dödsstjärnan II. Rebellerna förlorade kryssarna Liberty (Frihet) och Defiance (Motstånd), ett antal mindre linjeskepp samt ett några dussin jaktskepp vid Slaget om Endor.
När skölden till dödsstjärnan slogs ut var det fritt fram för rebellerna att gå till attack mot huvudreaktorn som var centrerad i mitten av stationen. Eftersom denna inte var färdigbyggd kunde rebellerna flyga rätt in tills de kommit fram till reaktorkammaren. Luke Skywalker som var ombord på kejsarens skyttel tillsammans med sin avlidne far, Anakin Skywalker hann ta sig ut i allra sista stund.

## Övrigt

### Tekniska specifikationer
- Dödsstjärnan var 160 km i diameter[3] och Dödsstjärnan II var 900 km[4] i diameter.

- Den första Dödsstjärnan hade en besättning på 265 675 man, men utöver den även 52 276 artillerienheter, 607 360 trupper, 30 984 stormtrupper, 42 782 rymdskeppsunderhållare, samt 180 216 piloter och extra besättning.[5]

### Kulturell påverkan
- Dödsstjärnan kom i januari 2008 på nionde plats i en undersökning 20th Century Fox gjorde om det mest populära filmvapnet. Ungefär tvåtusen filmfantaster deltog i undersökningen.[6]
- Runt år 2012 fanns planer i USA på att bygga ett supervapen inom USA:s militär med inspiration från Dödsstjärnan.[7][8]